# Glochidion macphersonii
Glochidion macphersonii är en emblikaväxtart som beskrevs av Rafaël Herman Anna Govaerts och Radcl.-sm.. Glochidion macphersonii ingår i släktet Glochidion och familjen emblikaväxter.
Artens utbredningsområde är Nya Kaledonien. Inga underarter finns listade i Catalogue of Life.